# Hotbird 1
O Hotbird 1 (ex-Eutelsat II F6) foi um satélite de comunicação geoestacionário europeu construído pela Aerospatiale, na maior parte de sua vida útil, ele esteve localizado na posição orbital de 13 graus de longitude leste e era operado pela Eutelsat. O satélite foi baseado na plataforma Spacebus-2000 e sua expectativa de vida útil era de 10 anos. O mesmo saiu de serviço em abril de 2007 e foi enviado para uma órbita cemitério.

## História
O sexto e último satélite da série Eutelsat II, o Eutelsat II F6, foi modificado para direct to home (DTH) e foi lançado, em 1995, sob o nome Hotbird 1. O satélite era essencialmente o mesmo que os anteriores, mas a potência de saída do transponder foi aumentada de 50 W para 70 W.
O satélite foi adquirido diretamente da Aerospatiale e com base na plataforma Spacebus-2000. Ele suportava 16 transponders (com oito peças de reposição), operando em 14/11 GHz e 70 W de potência de saída. Em órbita o satélite media 22,4 m nos dois painéis solares retangulares que geravam até 3,5 kW. O Hotbird 1 tinha um refletor de alimentação múltipla de 1,6 m de diâmetro.

## Lançamento
O satélite foi lançado com sucesso ao espaço no dia 29 de março de 1995, às 23:14 UTC, por meio de um veículo Ariane-44LP H10+, a partir do Centro Espacial de Kourou, na Guiana Francesa, juntamente com o satélite Brasilsat B2. Ele tinha uma massa de lançamento de 1.780 kg.

## Capacidade e cobertura
O Hotbird 1 era equipado com 16 (mais 8 de reserva) transponders de banda Ku que prestavam serviços à Comunidade Europeia.